# Phil Latreille
Joseph Jean Philippe „Phil“ Latreille (* 22. April 1938 in Montreal, Quebec) ist ein ehemaliger kanadischer Eishockeyspieler auf der Position eines Centers und rechten Flügelspielers.
Der aktuell (Stand: November 2015) noch immer sieben NCAA-Eishockey-Rekorde haltende Latreille spielte in der Spielzeit 1960/61 kurzzeitig für die New York Rangers in der National Hockey League (NHL).

## Leben und Karriere

### Karrierebeginn in der Heimat
Latreille wurde am 22. April 1938 in der aufstrebenden späteren Millionenstadt Montreal in der kanadischen Provinz Quebec geboren. In Montreal wuchs er in einer Arbeiterfamilie, die neben Englisch und Französisch auch etwas Italienisch sprach, auf und spielte bereits in seiner Schulzeit aktiv Eishockey im Forum de Montréal. Noch während seiner High-School-Zeit, die er an der lokalen Thomas D’Arcy McGee Catholic High School verbrachte, war er ein außergewöhnlich treffsicherer und offensivstarker Stürmer, der sein Team auch als Mannschaftskapitän anführte. So waren bis zu seinem Abschluss an der High School rund 70 Collegeteams, sowie mit den Chicago Black Hawks und den Detroit Red Wings auch zwei Profiteams aus der NHL an dem jungen Nachwuchsspieler interessiert. Als er noch beim Team der Thomas D’Arcy McGee Catholic High School spielte, wurde Latreille eines Tages vom langjährigen College-Eishockeytrainer Duke Nelson besucht. Nach dessen Besuch im Winter 1957 entschied sich der Offensivspieler ans Middlebury College, an dem Nelson seit 1946 die Herreneishockeymannschaft trainierte, zu wechseln. Zu einer Zeit, als der Spielbetrieb noch nicht in die NCAA Division I und NCAA Division III aufgeteilt war, sondern es nur eine einzige große Collegeliga gab, trat der junge Kanadier im Herbst 1957 seine erfolgreiche Laufbahn am Middlebury College in Middlebury im US-Bundesstaat Vermont an. Dort trat er gegen viele Mannschaften, die heute als Powerhouse in der NCAA Division I bekannt sind, an und zeichnete sich als höchst produktiver Torschütze aus.

### Rekorde in der NCAA
Berüchtigt war er dabei vor allem für seinen massiven und harten Schlagschuss, der zu dieser Zeit noch nicht weit verbreitet war und mit dem er, wie auch der spätere Middlebury-Eishockeytrainer Bill Beaney vermerkt, seiner Zeit weit voraus war. Bereits in seinem ersten Ligaspiel, einem klaren 15:0-Sieg über die Polarbären des Bowdoin College, stand er neben Dick Morrison und Frank Coy in einer ausschließlich aus Freshmen bestehenden Angriffslinie, im Rückhalt mit dem erfahreneren Mike Karin, und kam dabei bereits auf zwei Tore und drei Assists. In seiner ersten Saison am College gelangen ihm in 21 Meisterschaftspartien bereits 36 Tore, sowie 16 Torvorlagen, womit er mit einer Punktezahl von 52 die Spielzeit beendete. Diese Statistiken werden jedoch nicht offiziell geführt, da Freshmen, also Studenten im ersten Jahr, zu dieser Zeit offiziell noch keinen Hochschulsport ausüben durften. Bereits in dieser Zeit entwickelte sich eine fruchtbare Zusammenarbeit mit seinem kongenialen Partner Mike Karin, mit dem er die Liga in ihren Grundfesten erschütterte und zahlreiche Schul- und Ligarekorde aufstellte. Karin begann, als Latreille im Herbst 1957 ans College kam, gerade sein drittes Jahr (Junior) und half als bereits etwas erfahrener Spieler und Spielmacher dem jüngeren Latreille vor allem als Assistgeber. In seinem Sophomore-Jahr konnte er seine Leistung noch einmal erheblich steigern, wobei er es bei 22 absolvierten Ligaspielen auf 57 Treffer, 33 Vorlagen und damit 90 erreichte Scorerpunkte brachte. Am Ende dieser Saison wurde er erstmals ins ECAC All-Second-Team gewählt und war zum ersten Mal im AHCA East All-American-Team.
1959/60 überragte er mit seiner Offensivstärke erneut die gesamte Liga, erzielte 77 Tore in 23 Partien und erreichte zusammen mit seinen 19 beigesteuerten Assists eine Punkteanzahl von 96. Am Ende reicht diese Statistik erneut für die Wahlen ins AHCA East All-American-Team und ins ECAC All-First-Team. Des Weiteren wurde er mit der Walter-Brown-Plaque, die jährlich an den wertvollsten Eishockeyspieler New Englands vergeben wird, ausgezeichnet. Auch in seinem abschließenden Senior-Jahr, als e erstmals als Kapitän der Mannschaft agierte, übertraf er seine bisherigen Leistungen ein weiteres Mal. So kamen bis zum Saisonende aus 25 absolvierten Meisterschaftspartien 80 Treffer, 28 Assists und damit 108 Scorerpunkte zustande. Die anschließenden Wahlen ins AHCA East All-American-Team und ins ECAC All-First-Team waren danach nur mehr Formsache. Über die gesamte Collegelaufbahn hinweg brachte es Latreille auf 250 Tore, 96 Vorlagen und damit 346 Scorerpunkte in lediglich 91 Meisterschaftseinsätzen. Da seine Freshman-Erfolge anfangs offiziell nicht gewertet wurden, gilt er mit 214 Treffern, 80 Assists und 294 Punkten aus 70 Meisterschaftsspielen der drei anschließenden Jahre dennoch bis heute (Stand: November 2015) als torgefährlichster Spieler der National Collegiate Athletic Association. Noch immer ist er einer von nur elf Spielern in der Geschichte des Collegeeishockey, denen es gelang drei Mal als AHCA All-American ausgezeichnet zu werden. Mitgrund für seine Torgefährlichkeit war neben seiner Klasse auch die Tatsache, dass er bereits zu dieser Zeit einen damals noch kaum verbreiteten Schläger mit gebogener Schlagfläche (Kelle) verwendete. Da die Fabriken solche Schläger noch nicht herstellten, ließ sie Latreille von zwei befreundeten Arbeitern des Heizwerks von Middlebury eigens für ihn erhitzen und zurechtbiegen. Ein weiteres Merkmal Latreilles war, dass er, wie damals noch sehr verbreitet, ohne Helm spielte und dies daraufhin auch während seiner kurzen NHL-Karriere tat.
Zu den bis heute (Stand: November 2015) bestehenden NCAA-Rekorden zählen unter anderem die meisten in einem Spiel erzielten Tore (10 Treffer gegen die Colgate University im Februar 1960), die meisten Treffer in einer Saison (80 Tore im Senior-Jahr 1960/61) und die meisten Treffer in einer Collegelaufbahn (214 bzw. 250 Tore in den Jahren 1957 bis 1961 bzw. 1958 bis 1961). Des Weiteren hält er den Rekord für die meisten erzielten Punkte pro Spiel in einer Saison (5,14 Punkte) und den Rekord für die meisten erzielten Punkte pro Spiel in einer Collegekarriere (4,07 Punkte). Außerdem erzielte er mit durchschnittlich 3,51 Toren die meisten Tore in einem Spiel in einer Saison und mit 2,94 Treffern die meisten in einem Spiel in einer Collegelaufbahn. Mit seinen 108 Punkten in seinem letzten Jahr rangierte er 22 Jahre lang auf dem ersten Platz in der Liste der Spieler mit den meisten erzielten Punkten in einer Saison, ehe er 1983 durch Dave Lair, der in seinem Abschlussjahr an der Oswego State 111 Scorerpunkte erreichte, übertroffen wurde. Auch führte er rund 20 Jahre lang die Liste der Spieler mit den meisten Scorerpunkt in ihrer Collegelaufbahn an, ehe er 1983 erneut von Dave Lair (352 Punkte) übertroffen wurde. Diesen wiederum übertraf fünf Jahre danach der später in Europa spielende Joey Ferras um weitere sieben Scorerpunkte (359 Punkte). Über seine gesamte Zeit am Middlebury College gelangen ihm 38 Hattricks (drei Tore und mehr in einem Spiel), dabei allein 16 in seinem Senior-Jahr.

### Try-out in der NHL und kurzzeitiger Minor-League-Spieler
Nach seiner überragenden Collegezeit wurde dem damals 22-Jährigen im März 1961 vom NHL-Franchise New York Rangers ein auf fünf Spiele begrenzter Amateurprobevertrag (try-out) angeboten, den Latreille am 10. März 1961, kurz vor Beginn der saisonabschließenden Play-offs, unterzeichnete. Davor war er auch für einen Probevertrag über lediglich drei Spieltage im Gespräch. Zwei Tage später stand er bei einem Spiel gegen die Detroit Red Wings, die ihn damals in seiner Jugend umworben hatten, erstmals in einem Spiel der zu diesem Zeitpunkt lediglich aua sechs Mannschaften bestehenden höchsten Eishockeyspielklasse Nordamerikas auf dem Eis. Nach zwei weiteren Einsätzen im Laufe der Woche absolvierte er am 19. März 1961 gegen die Toronto Maple Leafs seinen letzten von insgesamt vier NHL-Einsätzen der regulären Spielzeit und wurden nach Auslaufen des Probevertrages wieder vom Franchise entlassen. Bis zu diesem Zeitpunkt war der Mann mit der Rückennummer 18 weder als Torschütze noch als Assistgeber erfolgreich und konnte die Teamverantwortlichen somit in keiner Weise überzeugen, obwohl er laut dem damaligen Rangers-Trainer Alf Pike ansprechende Leistung zeigte, jedoch zu sehr auf ein Tor hinarbeitete. Nach absolviertem College und absolvierten NHL-Spielen wurde Latreille noch im gleichen Monat ins All New-England Hockey-Team gewählt. In weiterer Folge schloss sich der einst so torgefährliche Latreille, der der erste NHL-Spieler eines Colleges aus dem Bundesstaat Vermont war, dem EHL-Team Long Island Ducks an, für das er in der Saison 1961/62 in sechs Spielen torlos blieb, jedoch zwei Assists beisteuerte und noch während der laufenden Saison in die Eastern Townships Senior Hockey League, kurz ETSHL, zu den Montréal Olympics wechselte.
Zurück in seiner Heimatstadt absolvierte er 20 Spiele in der regulären Saison, als er elf Tore und vier Torvorlagen beisteuerte. In den anschließenden Play-offs brachte er es für das Team auf 13 Einsätze und erneut elf Treffer und vier Assists. Auch im Allan Cup war Latreille 1962 für die Montréal Olympics im Einsatz. Dabei schaffte er es mit dem Team in der Best-of-Four-Entscheidung nach Siegen über die Amherst Ramblers im Viertelfinale der Eastern-Playdowns sowie über die Buckingham Aces im Halbfinale bis ins Finale der Allan-Cup-Playdowns. In diesem konnte sich die Mannschaft rund um den torgefährlichen Center mit vier Siegen im Best-of-Four-Modus gegen die Kapuskasing Kaps durchsetzen und wurde Eastern Canadian Champion. In den anschließenden Entscheidungsspielen gegen den Western Canadian Champion Trail Smoke Eaters musste sich das Team mit 1:4 in einer Best-of-Five-Serie geschlagen geben. Die Montréal Olympics waren damit auch zum ersten und einzigen Mal in ihrer Geschichte an einem Allan-Cup-Finale beteiligt. In der nachfolgenden Saison 1962/63 lief Latreille erneut für seinen Heimatklub auf und gehörte diesem auch an, als dieser in der Spielzeit 1963/64 in der QUE-Sr.-Liga in Erscheinung trat. Nachdem er 1964/65 testweise für die Calgary Spurs in der West Coast Senior Hockey League, kurz WCSHL, auflief, beendete er kurz darauf seine Karriere als Aktiver und zog sich weitgehend aus dem Eishockeysport zurück.

### Nach dem Karriereende als Aktiver
Im Anschluss an seine Sportlerlaufbahn war er im Geschäftsbereich als Unternehmer erfolgreich, unter anderem bei einem Türenfabrikanten, und zog mit seiner Ehefrau Eileen (geborene Glasoe), einer Middlebury-Absolventin des Jahres 1962, die er während seiner Collegezeit kennenlernte, drei Söhne groß. Im Jahre 2013 wurde der noch immer eishockeyinteressierte Latreille, der sich nach seinem Karriereende als Aktiver vor allem auf Hobbyebene als Golfspieler versuchte, in der Vermont Sports Hall of Fame aufgenommen.

## Erfolge und Auszeichnungen (Auswahl)

### Als Spieler des Middlebury College
- 3× Wahl ins AHCA East All-American-Team: 1958/59, 1959/60 und 1960/61
- 1× Wahl ins ECAC All-Second-Team: 1958/59
- 2× Wahl ins ECAC All-First-Team: 1959/60 und 1960/61
- siebenfacher Rekordhalter der NCAA (aktuell (Stand: November 2015) noch immer bestehende Rekorde)[14]

### Als Spieler der Montréal Olympics
- 1× Eastern Canadian Champion im Allan Cup: 1962 (und anschließende 1:4-Niederlage in einer Best-of-Five-Serie gegen den Western Canadian Champion Trail Smoke Eaters)

## Karrierestatistik
(Legende zur Spielerstatistik: Sp oder GP = absolvierte Spiele; T oder G = erzielte Tore; V oder A = erzielte Assists; Pkt oder Pts = erzielte Scorerpunkte; SM oder PIM = erhaltene Strafminuten; +/− = Plus/Minus-Bilanz; PP = erzielte Überzahltore; SH = erzielte Unterzahltore; GW = erzielte Siegtore; 1 Play-downs/Relegation; Kursiv: Statistik nicht vollständig)